# Beni Aïssi
Beni Aïssi è un comune dell'Algeria, situato nella provincia di Tizi Ouzou.